# Биасутти, Ренато
Ренато Биасутти (итал. Renato Biasutti; 22 марта 1878[…], Сан-Даниэле-дель-Фриули, Фриули-Венеция-Джулия или Воднян, Истрийская жупания — 3 марта 1965, Флоренция) — итальянский географ, биолог и антрополог. Автор многочисленных трудов в области расоведения и этнической антропологии Европы и Америки. Создал мировую карту цвета кожи, где каждый оттенок имеет порядковый номер по шкале, предложенной австрийским антропологом Ф. Лушаном.

## Биография
Ренато Биасутти получил образование во Флорентийском университете под руководством Джованни Маринелли, а затем преподавал в университетах Неаполя и Флоренции.
В 1905 году Биасутти исследовал Эритрею, а в 1914 году посетил Тибет, а также Киренаику и Родос. Он также исследовал антропологию первых поселенцев в Соединенных Штатах Америки в 1912 году. Проводил исследования в Египте в 1925 году.
Его основной труд — Le razze ei popoli della terra, первое издание которого вышло в 1941 году. Четвёртое и последнее издание вышло в 1967 году, после его смерти. За эту книгу он был награждён призом от Национальной академия деи Линчеи в 1951 году.
Во время итальянской переписи населения 1926 года ездил из города в город, чтобы исследовать жизнь в сельских поселениях страны. Его первый том исследований, вышедший в свет в 1938 году, назывался La casa rurale in Toscana (Ферма в Тоскане). В этом исследовании тосканских сельских домов Биасутти внёс вклад в методы антропологического исследования, сначала дав подробное описание географической реальности, в которой находится объект исследования.
С 1933 по 1957 год возглавлял Итальянский географический журнал, и в те десятилетия являлся президентом Общества географических исследований. С 1947 по 1953 год Биасутти был руководителем отдела этнологической географии Национального исследовательского совета Италии.
Был членом Национальной академия деи Линчеи.

## Частичная библиография
- Biasutti, Renato (1916). Sulla nomenclatura relativa ai fenomeni carsici. Rivista Geografica Italiana (итал.). 3 (f. 1).
- Le Razze ei Popoli della Terra, v. 1-4., Renato Biasutti et al., Unione Tipografico-Editrice, Турин, изд. 3, 1959. С. 2914, ил. 37000 рассмотрено Карлтоном С. Куном в журнале Science 1 июля 1960 г .: Vol. 132 нет. 3418 с. 29
- La casa rurale nella Lunigiana. La casa rurale della Toscana . Фонди, Марио и Биасутти, Ренато. Casa Editrice Leo S. Olschki, Firenze, 1952. ISBN 8822229487